# Лисичанський машинобудівний завод
ТОВ «Лисичанський машинобудівельний завод» (скорочено — ТОВ «Лисмаш») — машинобудівне підприємство в місті Лисичанськ (Луганська область), діє з 1952 року. Орієнтоване на будівельну індустрію і вантажопідіймальне устаткування для сипких матеріалів. Виготовлення металоконструкції по кресленнях замовника. Є власне конструкторське бюро. 
Зао «ЛисМаш» має багаторічний досвід виготовлення різного устаткування. Протягом 40 років завод поставляв технологічне устаткування на підприємства будівельної індустрії всього колишнього СРСР. Останніми роками асортимент продукції розширився.

## Історія
Лисичанський завод «Строммашина», на території якого в 2003 р. організована ЗАТ «ЛисМаш», був створений в 1952 р. і підпорядкований Міністерству будівельно-дорожнього і комунального машинобудування з вищестоячою підлеглістю головного підприємства «Союзцеммаш».
Спочатку на території заводу існувала ливарна ділянка, продукцією якого в основному були кулі для млинів. Також існував механічний цех з токарною і фрезерною обробкою деталей і невеликий за площею цех із збирання металоконструкцій, який потім переобладнаний в складське приміщення. 
У 1966 році був побудований цех металоконструкцій (ЦМК) який в теперішній час є основним виробничим корпусом ЗАТ «ЛисМаш», а в 1973 році був введений в дію (експлуатацію) механоскладальний цех (МСЦ). Ці крупні виробничі підрозділи, з чисельністю близько 150 чоловік в ЦМК і до 220 чоловік МСЦ, займалися випуском машин для виробництва залізобетонних конструкцій, а самі конструкції використовувалися для великопанельного житлового будівництва. Це такі машини як СМЖ-340 (машини для виробництва сантехнічних машин), СМЖ-419 (машина для виробництва залізобетонних труб великого діаметра, машини для миття і обробки зовнішніх поверхонь залізобетонних плит, машини для зміцнення металевих стрижнів в залізобетонних плитах), підіймально-транспортні машини (елеватори транспортні і ін., вживані в будівництві). Випускалися також і с/г машини (кормозмішувачі, машини для автоматичного введення трав'яного борошна, всілякі дробарки, корморізки тощо). 
До середини 80-х завод мав в своєму складі близько 11 структурних підрозділів із загальною чисельністю близько 1260 люд. Місячний обсяг продукції, що випускається в рублях, доходив до 1 100 000 рублів. Після ліквідації СРСР, Україна та і ін. країни СНД, практично відійшли від крупного житлового будівництва, завод «Строммашина» втратив свою спеціалізацію і став шукати шляху відновлення виробничого потенціалу. Так, в 1996 році на базі заводу було сформоване ВАТ «Строммашина», який початок віддавати в оренду виробничі ділянки які саме не могла забезпечити замовленнями, сировиною, матеріалами. Так в оренду була здана електродна ділянка, а потім і основні цехи були розділені на 3 дочірні підприємства: 
1. ДП «завод Строммашина 1». Йому належали ЦМК і інструментальна ділянка з основними виробничими потужностями. 
2. ДП «завод троммашина 2». Йому належали ливарна ділянка, невелика ділянка збірки і ділянка товарів народного споживання. 
3. ДП «Строммаркет» займалося операціями постачання і збуту продукції цих ДП і транспортними перевезеннями. 
ДП займалися в основному разовими замовленнями з виробництва металоконструкцій і литва (елеватори, оливопреси, металеві кіоски) ДП «Строммашина 1» до 2000 р. стало спеціалізуватися на випуску казанів на твердому паливі для індивідуального обігріву житлових будівель, теплиць і малих виробничих корпусів. ВАТ «Строммашина» уклала договори з дочірніми підприємствами на ремонт і обслуговування устаткування і комунікацій, розробку технічної документації на продукцію, що виготовляється в дочірніх підприємствах. Але засобів, одержаних від цієї діяльності було недосить, щоб своєчасно і в повному обсязі погашати свої зобов'язання.
Тому в кінці 2002 радою акціонерів було ухвалене рішення продати акції в приватні руки, внаслідок чого на базі виробничих потужностей ВАТ «Строммашина» було організоване нове підприємство — ЗАТ «ЛисМаш».

## Спеціалізація
ЗАТ «ЛисМаш» спеціалізується на випуску металоконструкцій і устаткування використовуваних в будівництві, сільському господарстві, вугільній і металургійній індустрії, а також в побуті.